# San Giovanni d'Asso
San Giovanni d'Asso är en ort och frazione i kommunen Montalcino i provinsen Siena i regionen Toscana i Italien. 
San Giovanni d'Asso upphörde som kommun den 1 januari 2017 och uppgick i kommunen Montalcino. Den tidigare kommunen hade 890 invånare (2016).